# Киргизский язык
Кирги́зский язы́к (кыргы́зский язы́к по конституции Кыргызстана, самоназвание — кыргыз тили, кыргызча / قىرعىز تئلى، قىرعىزچا) — язык киргизов и государственный язык Кыргызстана, относящийся к киргизско-кыпчакской группе тюркских языков. Носителями киргизского языка также являются этнические киргизы, проживающие в Узбекистане, Таджикистане, Казахстане, Китае, России, Афганистане и некоторых других странах.
До 1928 года киргизы писали на арабице. С 1928 по 1940 годы в СССР для всех тюркских языков был внедрен латинский алфавит, который в 1940 году был заменён на кириллицу.
С 23 сентября 1989 года киргизский язык имеет статус государственного языка Киргизской ССР.

## Письменные свидетельства
Раннесредневековые енисейские кыргызы были одним из тех восточных тюркских народов, что пользовались орхоно-енисейской алфавитной письменностью после её изобретения ими. Кыргызский (енисейский) вариант письменности, согласно мнению И. В. Кормушина и других учёных, примыкает к таласским и кочкорским вариантам руноподобной письменности.
Согласно книге XI века «Диван лугат ат-турк» Махмуда ал-Кашгари:
«У киргиз, уйгур, кипчаков, ягма, чигил, огуз, тухси, уграк и жаруков, у них чистый тюркский единый язык, близки к нему наречия кимак и башкир. Самыми лёгкими является наречие огуз, самым правильным — наречия ягма, тухси и жителей долины рек Или, Иртыш, Атил. Самым красноречивым является наречие правителей земли Хаканийя и тех, кто с ними связан».
Есть несколько сохранившихся каменных и других надписей, оставленных непосредственно раннесредневековыми енисейскими кыргызами. Одной из них является так называемая Суджинская надпись (найденная в Северной Монголии), оставленная кыргызским вельможей в эпоху Кыргызского каганата (середина IX века).

### Киргизский язык на арабице
После принятия киргизами ислама в XIV—XV веках они использовали в качестве письменного языка общетюркский — тюрки́, или киргизский языки.
В конце XIX века на основе арабского письма была написана рукопись на киргизском языке — «Родословное древо и происхождение кочевых племён» («Шаджара-йи насаб наме-йи илатийа»).

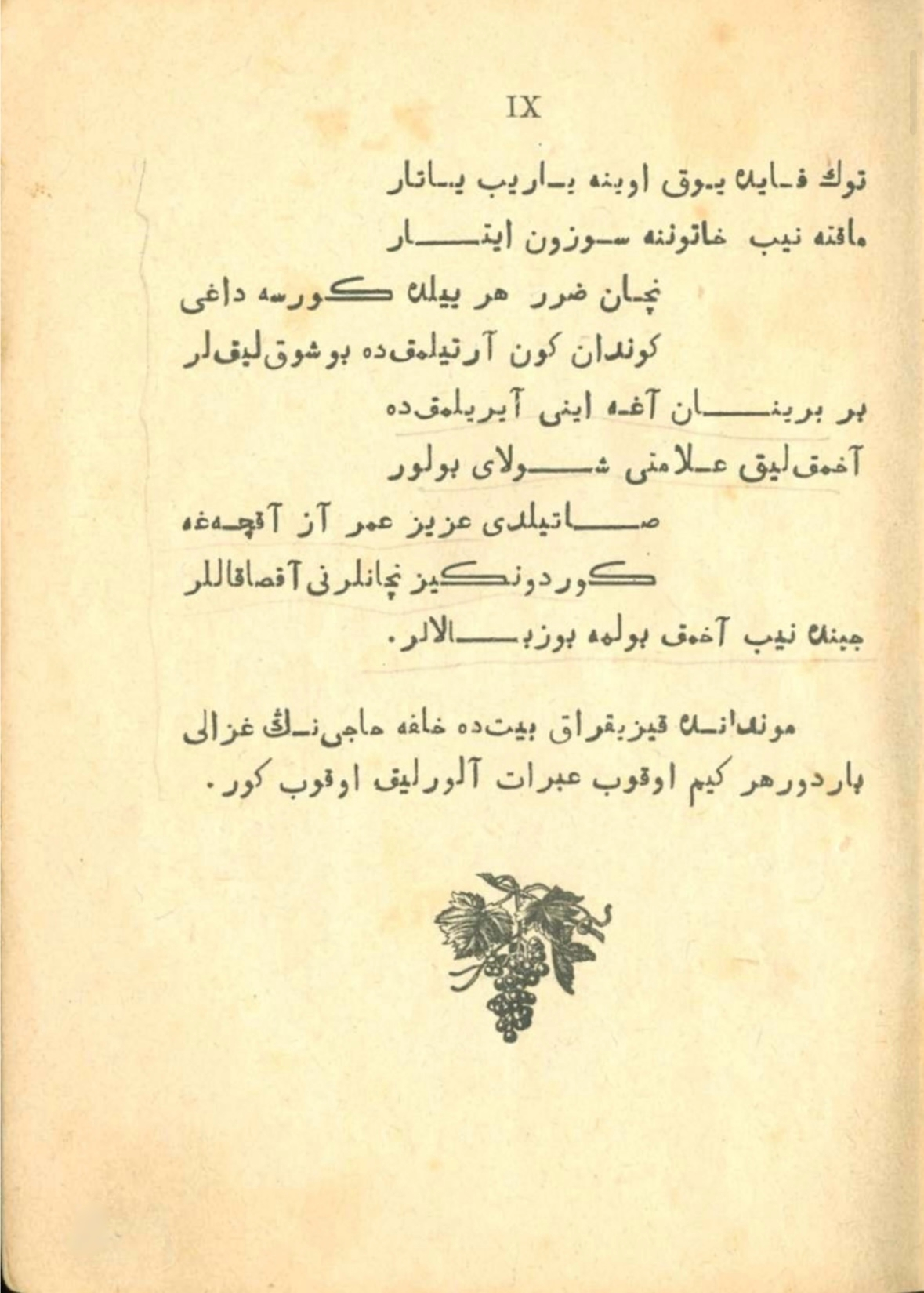
Восьмая страница книги «Мухтасар Тарих-и Кыргызийа» («Краткая история кыргызов»).

В 1910-х годах в свет вышли произведения на киргизском языке, написанные арабским письмом — «Зилзала» («Землетрясение»), «Мухтасар Тарих-и Кыргызийа» («Краткая история киргизов») и «Тарих-и кыргыз Шадмания» («История киргизов, посвящённая Шабдану»). Они стали первыми письменными произведениями киргизской литературы. Таким образом, выход этих книг является одним из самых важных событий в истории киргизской литературы и культуры.
На основе арабского письма были записаны рукописные книги на киргизском языке, некоторые из которых были опубликованы в конце XIX — начале XX веков (эпизоды «Манаса» сказителя Тыныбека «Джапый уулу», книги «Молдо Кылыча Шамыркан уулу», «Осмоналы Сыдык уулу», «Эшеналы Арабай уулу» и др.), то есть до революции 1917 года.

### Киргизский язык на латинице и кириллице
В советское время были разработаны собственно киргизские алфавиты (сначала на латинской, а потом на кириллической основе), что положило основу устранения безграмотности и позволило сложиться современной письменной культуре на киргизском языке.

## Письменность
Современный киргизский язык в странах СНГ использует письменность на кириллической основе:
| Буква | МФА   |
| ----- | ----- |
| А a   | a     |
| Б б   | b     |
| В в   | v     |
| Г г   | g~ɣ   |
| Д д   | d     |
| Е е   | e, je |
| Ё ё   | jo    |
| Ж ж   | dʒ    |
| З з   | z     |
| И и   | i     |
| Й й   | j     |
| К к   | k~q   |
| Л л   | l     |
| М м   | m     |
| Н н   | n     |
| Ң ң   | ŋ     |
| О о   | o     |
| Ө ө   | ø     |
| П п   | p     |
| Р р   | r     |
| С с   | s     |
| Т т   | t     |
| У у   | u     |
| Ү ү   | y     |
| Ф ф   | f     |
| Х х   | x     |
| Ц ц   | ʦ     |
| Ч ч   | ʧ     |
| Ш ш   | ʃ     |
| Щ щ   | ʃ     |
| Ъ ъ   |       |
| Ы ы   | ɯ     |
| Ь ь   |       |
| Э э   | e     |
| Ю ю   | ju    |
| Я я   | ja    |

Киргизы КНР и Афганистана используют письменность на арабской основе.
Как заявил на заседании парламента председатель Национальной комиссии по государственному языку при президенте Каныбек Осмоналиев в апреле 2023 года, рассматривается замысел перевода киргизского алфавита с кириллицы на латиницу.

### Киргизский алфавит на компьютерах

Буквы Өө, Ңң, Үү на клавиатуре в ОС Windows

Основные шрифты имеют полный набор букв расширенной кириллицы: например, в ОС Windows достаточно в настройках системы вместо русского языка указать киргизский и с помощью правой клавиши Alt клавиши [О], [Н], [У] печатают, соответственно, буквы Өө, Ңң, Үү. В других операционных системах проблема решается различными способами: например, в ОС с ядром Linux для написания Өө, Ңң, Үү используются клавиши -, +, \.

## Лингвистические черты

### Фонетика

#### Согласные
|               |               | Лабиальные | Альвеолярные | Переднеязычные | Заднеязычные | Увулярные |
| ------------- | ------------- | ---------- | ------------ | -------------- | ------------ | --------- |
| Назальные     | Назальные     | m          | n            |                | ŋ            |           |
| Плозивные     | Глухие        | p          | t            |                | k            | q         |
| Плозивные     | Звонкие       | b          | d            |                | ɡ            | ʁ         |
| Аффрикаты     | Глухие        |            | (t͡s)         | t͡ʃ             |              |           |
| Аффрикаты     | Звонкие       |            |              | d͡ʒ             |              |           |
| Фрикативные   | Глухие        | (f)        | s            | ʃ              |              | (x)       |
| Фрикативные   | Звонкие       | (v)        | z            |                |              |           |
| Аппроксиманты | Аппроксиманты | β̞          | l            |                | j            |           |
| Дрожащие      | Дрожащие      |            | r            |                |              |           |

#### Гласные
|                          | Передние   | Передние     | Задние     | Задние |
| Неогубленные             | Огубленные | Неогубленные | Огубленные |        |
| ------------------------ | ---------- | ------------ | ---------- | ------ |
| Гласные верхнего подъёма | i          | y            | ɯ          | u      |
| Гласные среднего подъёма | e          | ø            |            | o      |
| Гласные нижнего подъёма  | (æ)        |              | ɑ          |        |

- В скобках указаны звуки, не встречающиеся в исконной лексике.

В киргизском языке представлены долгие гласные. На письме они отображаются удвоением буквы. Замена долгого гласного на краткий иногда меняет значение слова: уулуу «ядовитый» — улуу «великий, старший» — уулу «(чей-то) сын»; саат «час» — сат «продай». Долгими из восьми киргизских гласных могут быть только шесть — а, э, о, у, ө и ү.

### Грамматика

#### Существительное
Существительное не имеет категории рода. Множественное число образуется при помощи суффикса, имеющего 12 фонетических вариантов (-лар, -лер, -лор, -лөр, -дар, -дер, -дор, -дөр, -тар, -тер, -тор, -төр). Выбор суффикса определяется законом гармонии гласных, а также зависит от конечного звука основы: дос — достор «друг — друзья»; китеп — китептер «книга — книги»; гүл — гүлдөр «цветок — цветы»; шаар — шаарлар «город — города».
Если существительное сопровождается количественным числительным, то оно употребляется в единственном числе: эки күн «два дня», беш үй «пять домов» .

#### Падежи
В киргизском языке существует 6 падежей.
- Именительный (атооч жөндөмө) — основной падеж, называемый также падежом подлежащего, не имеет специального показателя. Отвечает на вопросы Ким? «Кто?»; Эмне? «Что?» Бул эмне? «Что это?»: Бул китеп «Это книга»; Досум эртең келет «Мой друг придёт завтра».
- Родительный, или притяжательный (илик жөндөмө) с показателем (-нын, -нин, -нун, -нүн, -дын, -дин, -дун, -дүн, -тын, -тин, -тун, -түн) указывает на принадлежность одного предмета другому предмету или лицу и отвечает на вопрос Кимдин? Эмненин? «Чей?»: үйдүн эшиги «дверь дома», Алтынбектин досу «друг Алтынбека».
- Дательно-направительный падеж (барыш жөндөмө) с показателем (-га, -ге, -го, -гө, -ка, -ке, -ко, -кө, -а,-е, -о, -ө, -на, -не) указывает на направление действия к лицу или предмету и отвечает на вопросы Кимге? «Кому?»; Кайда? «Куда?»: Шаарга барабыз «Мы поедем в город»; Ал инисине жазып жатат «Он пишет своему братишке».
- Винительный падеж (табыш жөндөмө) с показателем (-ны, -ни, -ну, -нү, -ды, -ди, -ду, -дү, -ты, -ти, -ту, -тү) является падежом прямого дополнения и отвечает на вопросы Кимди? «Кого?»; Эмнени? «Что?» Бул китепти сатып алдым «Я эту книгу купил»; Жигит терезени ачты «Парень открыл окно».
- Местный, или локативный падеж (жатыш жөндөмө) отвечает на вопросы Кайда? «Где?», Кимде? «У кого?» и имеет показатели -да, -де, -до, -дө, -та, -те, -то, -тө: Кыргызстанда «в Киргизии»; мектебибизде «в нашей школе»; жигитте «у парня»
- Исходный падеж (чыгыш жөндөмө) указывает на исходный пункт движения, отвечает на вопросы Кайдан? «Откуда?»; Кимден? «От кого?» и имеет показатели -дан, -ден, -дон, -дөн, -тан, -тен, -тон, -төн: токойдон «из леса», Бишкектен «из Бишкека».

#### Категория принадлежности
В киргизском языке, помимо притяжательных местоимений, существуют притяжательные аффиксы, что характерно для всех тюркских языков, причём притяжательные местоимения, если используется аффикс, часто опускаются:
- (менин) досум «мой друг»; (биздин) шаарыбыз «наш город».

#### «Спряжение» существительных
Имена существительные могут спрягаться, то есть изменяться, как глаголы, принимая при этом личные глагольные окончания, которые по своей сути являются аналогом глагола «быть», широко употребляемым в романских и германских языках. Личное местоимение при этом может быть опущено: например, Сен окуучусуң или окуучусуң переводится как «ты ученик», биз балыкчыларбыз или балыкчыларбыз переводится как «мы рыбаки» и т. д.

#### Местоимение

##### Личные местоимения
| ед. ч.         | мн. ч         |
| -------------- | ------------- |
| мен — «я»      | биз — «мы»    |
| сен — «ты»     | силер — «вы»  |
| Сиз — «Вы»     | Сиздер — «Вы» |
| ал — «он, она» | алар — «они»  |

Сиз — вежливое обращение к одному человеку на «Вы», Сиздер — к нескольким. Силер употребляется при обращении к группе лиц, к каждому из которых можно обратиться на «ты», по сути является множ. числом от сен. В функции подлежащего личные местоимения часто опускаются, так как форма глагола чётко указывает на лицо и число: (Мен) кыргызча сүйлөймүн «Я говорю по-киргизски»; (Сен) качан келдиң? «Ты когда пришёл/приехал?».
Личные местоимения изменяются по падежам, как и существительные. Три местоимения (мен, сен, ал) при склонении образуют особые формы, остальные склоняются подобно существительным.
| именительный | мен    | сен    | ал    |
| ------------ | ------ | ------ | ----- |
| родительный  | менин  | сенин  | анын  |
| дательный    | мага   | сага   | ага   |
| винительный  | мени   | сени   | аны   |
| местный      | менде  | сенде  | анда  |
| исходный     | менден | сенден | андан |

### Лексика
Киргизский язык имеет хорошо развитую скотоводческую, а также конноспортивную лексику. Исследование 1984 года, посвящённое конноспортивной лексике в киргизском языке, выявило более десяти определений для наименования возрастных групп одних только лошадей.
Система терминов родства — бифуркативно-коллатеральная, то есть различная для родственников со стороны отца и матери: чоң ата «дед со стороны отца», таята (тай ата) «дед со стороны матери». Также есть и различия в зависимости от старшинства: младший брат — ини, старший — байке. Жена старшего брата (или другого родственника) — жеңе, жена младшего брата — келин. Муж старшей сестры/родственницы — жезде, младшей — күйө-бала
В лексике имеется ряд арабских, персидских, русских, а также монгольских заимствований. Несмотря на это, киргизский язык — наименее подверженный арабско-персидскому влиянию среди титульных тюркских языков независимых тюркоязычных стран.
Примеры заимствованных слов:
- из арабского языка: маданият («культура»), акыйкат («истина»), китеп («книга»), аскер («солдат»), дин («религия»), жумуруят («республика»), калк («народ»), береке / берекет («благодать»), сабыр («терпение») и ещё около 1100 слов;
- из персидского языка: апта («неделя»), шаар («город»), дос («друг»), жан («душа»), байге («приз»);
- из русского языка: отказ («отказ»), чиркөө («церковь»), бөтөлкө («бутылка»), картөшкө («картошка»), керебет («кровать»);
- из монгольского языка: жыргал («счастье, радость»), шибер («густой лес»), а также около 400 других слов.

Интернационализмы проникали в киргизский язык посредством русского языка и пишутся в соответствии с фонетикой русского языка.

### Близость с другими тюркскими языками
Для установления степени лексических схождений и расхождений между языками в процентном отношении используется стословный список Сводеша. В этот список входят слова, относящиеся к так называемой базисной лексике, которая наиболее устойчива к историческим изменениям во всех языках мира. Чем выше процент совпадающих слов у языков, тем они оказываются более близкими по степени родства.
Результаты лексико-статистического анализа родства киргизского языка с отдельными тюркскими языками на основе 215-словного списка Сводеша:
- казахский — 91 %,
- татарский — 79 %,
- уйгурский — 77 %,
- узбекский — 76 %,
- алтайский — 73 %,
- хакасский — 69 %.